# フォード・モデルA (1903)
初代のフォード・モデルA（Ford Model A）は、1903年に発売されたフォード・モーターが最初に生産した車である。1903年7月23日、シカゴの歯科医であったアーネスト・ファイニッヒがモデルAの最初の所有者となった。モデルAはフォード初の工場であるマックアベニュー工場（デトロイトのイーストサイドの木造の質素な建物を賃借していた）で1903年から翌年までの間に1,750台が生産された。モデルAは1904年にフォード・モデルCに置き換えられたが、販売台数は重複していた。

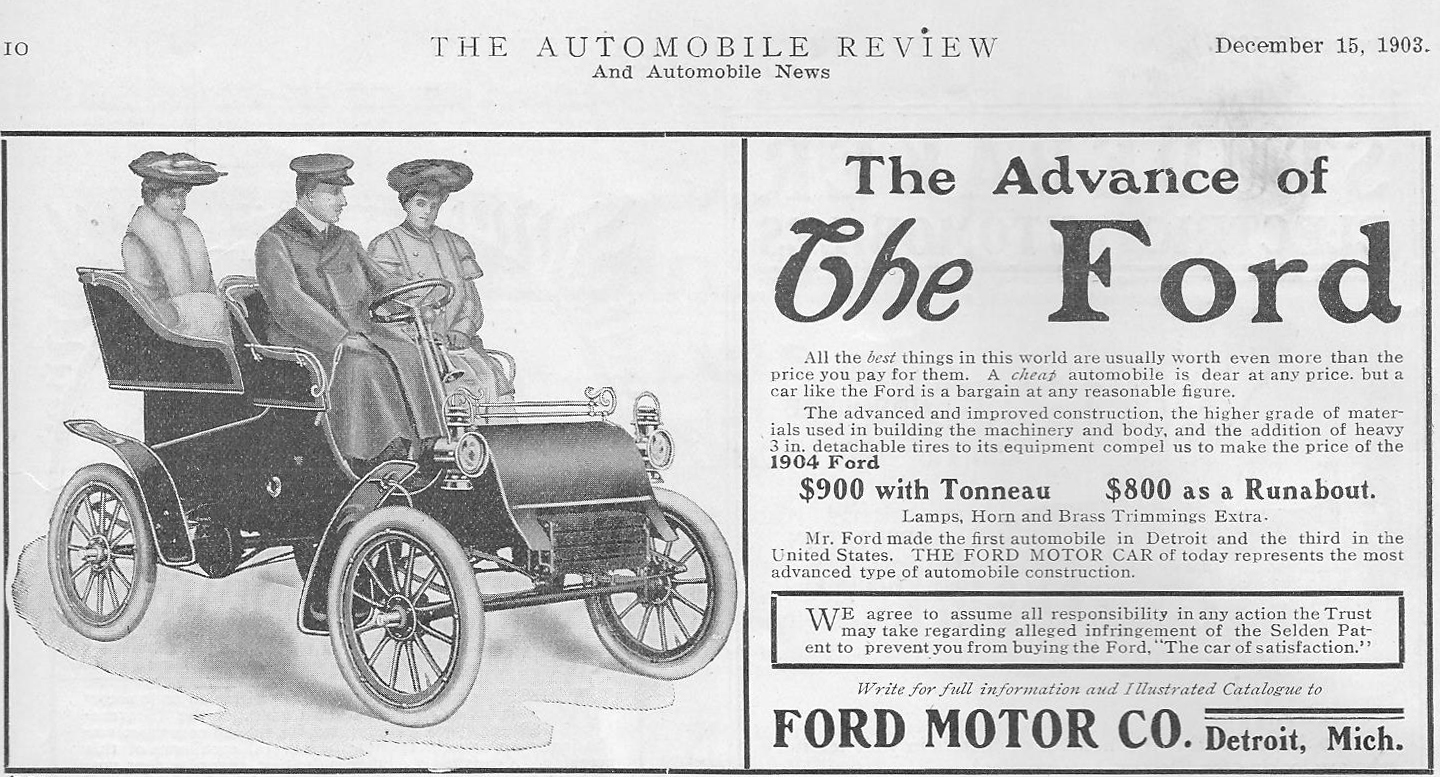
1903年12月15日に掲載されたモデルAの新聞広告

この車は2人乗りのラナバウトが800ドル、または900ドルの4人乗りトノーモデルで、オプションでトップを追加する事ができた。車体の中央部に設置された水平対向2気筒エンジンは、8馬力（6kW）を発生した。遊星式トランスミッションは、後のフォード・モデルTに見られるフォードの特徴である正転2速と逆転2速を備えていた。車の重さは1,240ポンド（562キロ）で、最高速度は時速28マイル（45キロ）に達した。72インチ(1.8m)のホイールベースを持ち、750ドルの基本価格で販売された。オプション装備として、リアトノー（2シートとリアドア付き）が100ドル、ラバールーフが30ドル、レザールーフが50ドルであった。後輪にはバンドブレーキが採用されたが、最も直接的なライバルであるオールズモビル・カーブドダッシュよりも150ドル高かったため、あまり売れなかった。
モデルAが販売されたとき、フォード・モーターは初期投資資金28,000ドルのほぼ全額を使い果たし、銀行口座には223.65ドルしか残っていなかった。この車種の成功は、ヘンリー・フォードがはじめて成功した事業であるフォード・モーター・カンパニーに利益をもたらした。
フォードはモデルAを「世界で最も信頼できる機械」と宣伝していたが、オーバーヒートやトランスミッションバンドのスリップなど、当時の車にありがちな多くの問題に悩まされていた。モデルAのボディカラーは赤のみで工場から出荷されたが、後に他の色に塗り替えられたものもあった。

## フォード・モデルAC
1904年型のモデルAの車はモデルCより大きい、10馬力のエンジンを装備し、モデルACとして販売された。 モデルACは、6×3バーの大きなラジエーターによってモデルAと視覚的に区別することができる。